# الراس (حجة)

تعديل مصدري - تعديل

الراس هي إحدى قرى عزلة المعمري بمديرية حجة التابعة لمحافظة حجة، بلغ تعداد سكانها 41 نسمة حسب تعداد اليمن لعام 2004.